# Kejdi Mehmetaj
Kejdi Mehmetaj – deputowana do Zgromadzenia Albanii z ramienia Socjalistycznego Ruchu Integracji.

## Życiorys
W 2017 roku uzyskała mandat deputowanej do albańskiego parlamentu z ramienia Socjalistycznego Ruchu Integracji.